# María Lourdes Sangróniz Guerricagoitia
María Lourdes Sangróniz Guerricagoitia (España, siglo XX) es una diplomática española. Es embajadora de España en Zimbabue (desde 2025), con concurrencia en las repúblicas de Zambia y Malaui. 

## Carrera diplomática
Tras licenciarse en Derecho en la Universidad de Deusto, completó su formación académica realizando estudios de postgrado en el Queen Mary College de la Universidad de Londres.
Ha estado destinado en las Embajadas de España en: Zimbabue (2002-2005), Berlín (2005-2010), Estocolmo (2012-2017) y Bogotá (2027-2021).
En el Ministerio de Asuntos Exteriores, Unión Europea y Cooperación - MAEUEC (Madrid) ha trabajado en: el Gabinete de la Secretaría General de Política Exterior y para la Unión Europea (2000-2002), subdirectora general adjunta de Asuntos Justicia e Interior de la Unión Europea, en la Secretaría Estado de la Unión Europea (2010-2012) y subdirectora general adjunta de Relaciones Exteriores y Asuntos Comerciales de la UE en la Dirección General de Integración y Coordinación de Asuntos Generales de la UE.